# Zosterops chloronothos
L'occhialino olivaceo di Mauritius (Zosterops chloronothos (Vieillot, 1817)) è un uccello della famiglia Zosteropidae, endemico di Mauritius.

## Conservazione
La IUCN Red List classifica Zosterops chloronothos come specie in pericolo critico di estinzione (Critically Endangered).